# Aphis fukii
Aphis fukii är en insektsart. Aphis fukii ingår i släktet Aphis och familjen långrörsbladlöss. Inga underarter finns listade i Catalogue of Life.